# Oxid promethitý
Oxid promethitý (Pm2O3) je oxidem trojmocného promethia. Jde o nejčastější formu promethia. Je radioaktivní.

## Krystalická struktura
Oxid promethitý má tři hlavní krystalické mřížky:
| Krystalografická soustava | Pearsonův symbol | Prostorová grupa | No. | a,b,c (nm)             | β(deg) | Z  | Hustota (g/cm3) |
| ------------------------- | ---------------- | ---------------- | --- | ---------------------- | ------ | -- | --------------- |
| krychlová                 | cI80             | Ia3              | 206 | 1,099                  |        | 16 | 6,85            |
| jednoklonná               | mS30             | C2/m             | 12  | 1,422; 0,365; 0,891    | 100.1  | 6  | 7,48            |
| šesterečná                | hP5              | P3m1             | 164 | 0,3802; 0,3802; 0,5954 |        | 1  | 7,62            |

1. ↑  
a, b a c jsou mřížkové parametry, No. je identifikátor prostorové grupy dle Mezinárodní krystalografické unie, Z je počet vzorcových jednotek v buňce, hustota je vypočítána z dat rentgenové difrakce.

Krychlová mřížka, která je stabilní při nižší teplotách, přechází při zahřátí na 750–800 °C na jednoklonnou, přičemž tato transformace je vratná pouze dalším tavením oxidu. Přechodová teplota mezi jednoklonnou a šesterečnou mřížkou je pak 1740 °C.